# Sony Xperia M4 Aqua
Il Sony Xperia M4 Aqua è uno smartphone Android di fascia media resistente ad acqua e polvere sviluppato e prodotto da Sony. Il telefono è stato presentato insieme a Xperia Z4 Tablet nella conferenza stampa tenuta da Sony durante il Mobile World Congress del 2015 a Barcellona, in Spagna, il 2 marzo. Cinque mesi dopo è stato annunciato il successore, Xperia M5. Tuttavia, la produzione dell'M4 Aqua è ancora in corso ed è commercializzato nella gamma inferiore all'M5.
La caratteristica fondamentale del telefono è l'impermeabilità e la resistenza alla polvere, con un grado di protezione IP65 e IP68. È il primo smartphone Sony a possedere un processore octa-core e ad essere resistente all'acqua avendo la porta micro USB esposta (cap-less microUSB charging).

## Specifiche

### Hardware
Simile all'Xperia Z3, il disegno è costituito da un telaio in plastica anziché in metallo con un supporto in plastica. Il dispositivo possiede un grado di protezione IP65 e IP68. Inoltre, la porta micro-USB del dispositivo è scoperta a differenza degli altri dispositivi Xperia. Il dispositivo è dotato di un display 720p da 5,0 pollici (13 cm) con una densità di 294 dpi.  Il dispositivo è dotato di un processore Snapdragon 615 (MSM8939) octa-core con clock a 1,5 GHz e con 2 GB RAM. La fotocamera posteriore dell'Xperia M4 Aqua è da 13 megapixel con il sensore Sony Exmor RS e la fotocamera frontale è da 5 megapixel.
Il dispositivo è inoltre dotato di ANT+™ sport, fitness ed health support integrato.

### Software
Nell'Xperia M4 Aqua è preinstallato Android 5.0 (Lollipop), il primo dispositivo Sony con preinstallato Android 5.0 Lollipop. Il 19 luglio 2016 è stato rilasciato l'aggiornamento ad android 6.0 Marshmallow.

## Critica
Tom's Hardware ha elencato l'Xperia M4 Aqua come il miglior telefono del Mobile World Congress. Cnet ha recensito il telefono e dato il punteggio di 3 su 5, lodando la qualità costruttiva del telefono cellulare mentre ha criticato la qualità della fotocamera. Phonearena ha dato un punteggio di 7 su 10, lodando il design del telefono e il suo prezzo, ma ha criticato la fotocamera e la bassa dimensione della memoria interna del dispositivo.